# Jakob Brechbühl
Jakob Brechbühl est un joueur de football suisse né le 29 janvier 1952.

## Biographie

### En club
- 1968-1983 BSC Young Boys

### En sélection
- 20 sélections en équipe de Suisse.
- Première sélection : Suisse-Pologne 2-1, le 11 mai 1976 à Bâle
- Dernière sélection : Allemagne de l'Est-Suisse 5-2, le 13 octobre 1979 à Berlin

## Palmarès
- Coupe de Suisse en 1977 avec BSC Young Boys